# Janus
JANUS — це німецький музичний проект Дірка Рігерта та Тобі Хана. Його назва походить від імені римського бога Януса, який є володарем усіх дверей та брам, входів і виходів.

## Історія
З початку основу гурту JANUS складають два музиканти — Dirk «Rig» Riegert, який піклується про тексти та вокал, та Tobias 'Toby' Hahn, якому належить власна домашня студія звукозапису; він відповідає за клавішні та програмування. Для обох учасників гурту музика не є основною професією. Коли Тобі за спеціальністю є лише музичним продюсером, що наближує його до професії музиканта, то Дірк працює ігровим дизайнером, востаннє брав участь у створенні гри Anno 2070..
Крім того, Тобіас Хан є головним менеджером сімейного підприємства Glasbau Hahn.
Альбоми гурту JANUS записані із багатьма запрошеними музикантами, навіть із цілим оркестром. Дебютний альбом Vater отримав позитивні відгуки критиків, подальшою роботою гурт зумів швидко забезпечити собі достатній рівень впізнаваності серед поціновувачів альтернативної музики та прихильників Чорної Сцени.
Між 2007 та 2011 від JANUS не було жодних новин. Не було інформації про розпад гурту чи продовження роботи над запланованим перевиданням альбому Schlafende Hunde. У травні 2011 року з'явилось інтерв'ю, у якому гурт з одного боку підтвердив інформацію про відновлення роботи проекту, з іншого — дав надію на появу нових видань. У травні 2013 JANUS оголосили, що знову взялись за роботу над Schlafende Hunde deluxe, і альбом мусить з'явитись у четвертому кварталі 2013. Альбом на 4 CD у комплекті вийшов 1 липня 2014. Поряд із перевипуском Schlafende Hunde та Hundstage, над якими був проведений ремастеринг, на платівці з'явилась і нова пісня: Mit leeren Händen.

## Стиль
Неординарний музичний стиль гурту, з одного боку, є гілкою Neue Deutsche Härte. Поряд з цим рок-орієнтовані пісні часто змінюються спокійними баладами, які супроводжуються акустичними інструментами. Також можна побачити і впливи інших стилів, як от Драм-енд-бейс («Scherbengesicht»), Електро, Тріп-хоп («Kommt herunter»), Поп, Танго («Paulas Spiel»), включно із багатьма елементами, взятими з музики до фільмів.
У текстах, написаних німецькою, передаються людські емоції: ненависть, туга, відчай, божевілля, страх, любов.
Наживо JANUS дають як і концерти з використанням техніки, так і класичні концертні вечори в урочистій обстановці без жодної техніки: під час них їх зазвичай підтримують запрошені музиканти, яких часто можна почути і в альбомах JANUS, хоч офіційно до гурту вони не належать.

## Дискографія

### Студійні альбоми
- 1998: Vater (Nova Tekk)
- 2000: Schlafende Hunde (Trisol)
- 2004: Auferstehung (Trisol)
- 2005: Nachtmahr und Die Alpträume des Herrn Riegert (Trisol)
- 2006: Vater Deluxe (Перевидання альбому 1998-го року Vater включно із бонусним максі-синглом Isaak Maxi) (власне виробництво)
- 2014: Schlafende Hunde Deluxe (Перевидання альбому 2000-го року у комплекті з 4 CD включно з невиданими бонусними піснями та EP Hundstage EP) (власне виробництво)
- 2017: Ein Schwacher Trost

### Maxi-сингли та EP
- 1999: Isaak (MCD; Nova Tekk)
- 2001: Hundstage (Trisol)
- 2002: Winterreise (власне виробництво, лімітоване видання — 500 екземплярів)
- 2004: Kleine Ängste (Trisol) (можна було отримати лише як бонус-CD zur до лімітованого видання Auferstehung — 2999 екземплярів)
- 2004: Kleine Ängste (аудіокнига; власне виробництво, лімітоване видання — 666 екземплярів)

### Демо-версії
- 19??: Liebeslieder (перше демо, видане під тогочасною назвою проекту «Rorschach»)
- 1995: Schlafende Hunde (друге демо, приблизно 25 екземплярів)
- 1997: Vater Demo (власне виробництво, лімітоване видання — 500 екземплярів)

### DVD
- 2005: Live Bootleg DVD (Концерт у Лейпцигу) (лімітоване видання — 400 екземплярів) (власне виробництво)
- 2005: Live Bootleg DVD (Концерт на Zwischenwelten Festival у Кобленці) (лімітоване видання — 400 екземплярів) (власне виробництво)